# Jaime Bort y Meliá

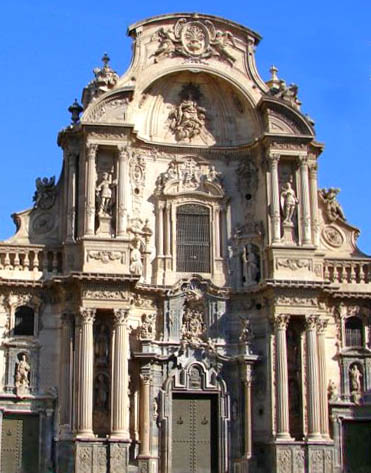
Fachada de la catedral de Murcia.

Jaime Bort y Meliá (Cuevas de Vinromá, Castellón, España 1693 - † Madrid, 2 de febrero de 1754) fue un arquitecto de la época del Barroco español
Aunque frecuentemente se dice que también fue escultor, parece que las esculturas de sus obras se deben a su hermano Vicente, con quién trabajó siempre en colaboración.

## La fachada de la Catedral de Murcia
Su obra más importante es la fachada de la catedral de Murcia.
En 1738, a causa de unas riadas del río Segura, la primitiva fachada de la catedral había quedado en irremediable estado de ruina. El cabildo catedralicio encarga a Sebastián Feringán, director de obras del Arsenal de Cartagena, el proyecto de demolición de la arruinada fachada y la construcción de una nueva.
Sebastián Feringán envía al cabildo el plano de cimentación y el diseño de la nueva fachada de la catedral. En abril de ese mismo año comienzan las obras de la nueva fachada bajo la dirección de Jaime Bort sobre los planos enviados por Feringán.
Bort llevó a cabo esta obra entre 1738 y 1753 planteándola como un gran retablo con planos curvados que es considerada como una de las obras maestras del barroco español. Es un buen ejemplo de la estética barroca en su apogeo, que juega deliberadamente con salientes y entrantes que acentúan el contraste entre claros y sombras.

## Otras obras
Participó en la realización de la fachada del santuario de la Virgen de la Fuensanta (Murcia) labrando la hornacina central con la imagen de la Virgen flanqueada por San Patricio y San Fulgencio.
También realizó la ermita del Santo Rostro, en Honrubia, Cuenca (1720).
Esta ermita es de estilo barroco, las tejas son del barroco valenciano. Tiene un precioso retablo realizado también por Jaime Bort.
Proyectó y construyó la  plaza del marqués de Camachos de Murcia concebida para la celebración de corridas de toros. En 1740, finalizó la construcción del Puente Viejo sobre el río Segura en la ciudad de Murcia - popularmente llamado “puente de los peligros”- obra que había iniciado Toribio Martínez, y que Bort terminó en 2 años.
También en Murcia realizó el retablo de la Iglesia de La Merced reproduciendo en él la parte superior de la catedral.
En Orihuela se le atribuye la construcción del Palacio del Conde de la Granja de Rocamora. Es este uno de los palacios más impresionantes de Orihuela, tanto por su volumetría como por la grandiosidad de la portada barroca que tiene un gran parecido a la de la catedral de Murcia, aunque no existe prueba documental sobre su autoría.
Así mismo, en esta misma ciudad trabajó en la Iglesia de Santas Justa y Rufina diseñando su nueva Sacristía, trabajo documentado, al que posiblemente se añadiese el trazado de la capilla de la Comunión contigua a la anterior estancia del templo.
Es considerado, por algunos autores, como el autor de la Ermita de Roda en San Javier (Murcia).
Algunas fuentes estiman que labró la portada sur de la Basílica de Santa María de Elche.
Fue también el autor del proyecto de las Casas Consistoriales de Cuenca, más tarde realizado por Lorenzo de Santa María (1760), cuando Bort ya había muerto. Conforma un conjunto de edificios muy representativos del barroco conquense
Participó también en el diseño del Ayuntamiento de Caravaca de la Cruz.
Al parecer recomendado por Sebastián Feringán, como hábil ingeniero hidráulico, en 1749 se traslada a Madrid, con su hermano el escultor Vicente Bort, donde se sabe hizo los puentes Verde (actualmente llamado de San Fernando) sobre el Manzanares y el llamado de Trofa, en el camino de El Pardo; el primero de piedra y el segundo de madera. Vicente hizo las esculturas que adornan el primero (San Fernando y Santa Bárbara).
Proyectó una solución para la evacuación de las aguas residuales de Madrid.